# Distrikt Huachocolpa (Huancavelica)
Der Distrikt Huachocolpa liegt in der Provinz Huancavelica in der Region Huancavelica im Südwesten von Zentral-Peru. Der Distrikt wurde am 29. Oktober 1953 gegründet. Er besitzt eine Fläche von 338 km². Beim Zensus 2017 wurden 1955 Einwohner gezählt. Im Jahr 1993 lag die Einwohnerzahl bei 3196, im Jahr 2007 bei 3032. Sitz der Distriktverwaltung ist die 3956 m hoch gelegene Ortschaft Huachocolpa mit 1084 Einwohnern (Stand 2017). Huachocolpa befindet sich 27 km südlich der Provinz- und Regionshauptstadt Huancavelica.

## Geographische Lage
Der Distrikt Huachocolpa liegt im ariden Andenhochland im äußersten Süden der Provinz Huancavelica. Das Areal wird über den Río Urubamba entwässert.
Huachocolpa grenzt im Süden an den Distrikt Pilpichaca (Provinz Huaytará), im Westen an den Distrikt Santa Ana (Provinz Castrovirreyna), im Norden an den Distrikt Huancavelica, im Nordosten an den Distrikt Ccochaccasa (Provinz Angaraes) sowie im Osten an den Distrikt Lircay (ebenfalls in der Provinz Angaraes).